# Dichrogaster patruelis
Dichrogaster patruelis är en stekelart som först beskrevs av Joseph Augustine Cushman 1919.  Dichrogaster patruelis ingår i släktet Dichrogaster och familjen brokparasitsteklar. Inga underarter finns listade i Catalogue of Life.